# Mamadou Touré (futsal, 2001)
Pour les articles homonymes, voir Mamadou Touré (homonymie).
Ne doit pas être confondu avec Mamadou Touré (futsal, 1998).
Mamadou Touré, né le 15 septembre 2001, est joueur international français de futsal.
En 2022, Mamadou Touré devient le premier joueur français de futsal à intégrer le FC Barcelone.
Il possède un homonyme en équipe nationale de futsal.

## Biographie

### Formation à ACCS
Mamadou Touré joue au Red Star en football traditionnel.
Originaire du quartier La Caravelle de Villeneuve-la-Garenne, Mamadou Touré est repéré par les frères Sellami du club d’ACCS, dont Touré habite le même quartier. Ils le convainquent d'intégrer leur club, où Touré découvre le futsal et effectue toute sa formation.
Cadre de l’équipe réserve d’ACCS lors de la saison 2020-2021, Touré est progressivement intégré à l'équipe première par l’entraîneur Jesus Velasco,. Une saison des grandes premières pour Mamadou qui connaît sa première sélection en équipe de France A et découvre aussi la Ligue des champions,. L'équipe est sacrée championne de France et qualifiée pour la Coupe d'Europe. Durant l'été, il s'engage[Comment ?] pour trois ans avec ACCS.
L'équipe d'ACCS sanctionnée d'un rétrogradation administrativement en D2 2021-2022, Touré devient titulaire indiscutable des « Lions ». L'équipe survole son championnat mais se voit refuser l'accession pour raison financière. Lors du final four de la Ligue des champions, l'ailier d'ACCS est repéré par les deux cadors du Championnat d'Espagne, l'Inter Movistar et le FC Barcelone,,.

### Premier français au Barça
Durant l'été 2022, le jeune international tricolore de 20 ans s'engage pour deux saisons avec le FC Barcelone,. Touré fait partie de la première vague de Français à partir jouer à l'étranger avec Nelson Lutin et juste après Abdessamad Mohammed.  Au sein du champion d'Espagne et d'Europe en titre, Touré retrouve l'entraîneur qui le lance en D1 française Jesus Velasco, et devient le premier Français à y évoluer,.
Mamadou intègre l’équipe réserve, évoluant en seconde division, et s’entraîne avec l’équipe première,.
En 2024, il est élu Meilleur jeune joueur de futsal de première division espagnole avec le Barça.

### En équipe nationale
En janvier 2019, Mamadou Touré est sélectionné en équipe de France U19 pour jouer deux matches amicaux contre la Belgique à Tourcoing. Il est ensuite convoqué par le sélectionneur national Raphaël Reynaud fin août pour la Montaigu Futsal Cup, dernier tournoi de la génération 2000 avec la sélection U19.
Mamadou Touré obtient sa première sélection en équipe de France A de futsal début 2021 pour affronter l’Arménie (4-4).
Convoqué en mars 2021 par Pierre Jacky pour un match contre la Russie, vice-championne du monde contre qui il pourrait connaître sa seconde sélection, Touré se blesse au pied à l'entraînement et est contraint de quitter le rassemblement des Bleus.
Raphaël Reynaud, qui le lance en sélection U19, prend la tête de la sélection A à partir de la saison 2021-2022. Mamadou fait partie de sa première liste fin septembre 2021 pour deux matchs amicaux contre la Norvège.
En janvier 2022, la France participe à l'Umag Futsal Nations Cup à Novigrad (Croatie). Dès l'entame du tournoi face à l'Ouzbékistan, Mamadou Touré intercepte une passe adverse et inscrit son premier but en sélection (victoire 4-2). Les Bleus remportent le tournoi.
En avril suivant, l'équipe de France reçoit pour la première fois le Brésil, meilleure nation mondiale et Touré participe à la courte défaite (2-3).

## Style de jeu
Salah Galmim, son ancien coéquipier à l’ACCS, décrit Mamadou Touré comme « un joueur très à l’aise techniquement et mature dans son jeu pour son âge ». Il ajoute à l'été 2022 : « Il a un style de jeu compatible avec toutes les meilleures équipes du monde. Offensivement et défensivement, il a très peu de failles. A force d’être entouré de grands joueurs et surtout d’un encadrement professionnel, cela (jouer au FC Barcelone) va décupler son niveau actuel ».
Son entraîneur en 2021-2022 Sergio Mullor Cabrera reconnaît que le jeune homme, malgré son jeune âge, possède les caractéristiques nécessaires pour devenir important dans n’importe quelle équipe mais précise « Toutefois, il a besoin de rester davantage concentré lors des matchs et répéter ses gammes ».

## Statistiques
| Saison                | Club                  | Championnat           | Championnat | Championnat | Coupe(s) nationale(s) | Coupe(s) nationale(s) | Compétition(s) continentale(s) | Compétition(s) continentale(s) | Compétition(s) continentale(s) | France | France | Total | Total |
| Saison                | Club                  | Division              | M.          | B.          | M.                    | B.                    | Comp.                          | M.                             | B.                             | M.     | B.     | M.    | B.    |
| 2020-2021             | ACCS                  | D1                    | 12          | 2           | -                     | -                     | C1                             | 3                              | 0                              | -      | 0      | 15    | 2     |
| 2021-2022             | ACCS                  | D2                    | 14          | 17          | 3                     | 2                     | C1                             | 7                              | 4                              | -      | 3      | 24    | 26    |
| Sous-total            | Sous-total            | Sous-total            | 26          | 19          | 3                     | 2                     | -                              | 10                             | 4                              | 10     | 3      | 49    | 28    |
| 2022-2023             | FC Barcelone          | D1                    | -           | -           | -                     | -                     | -                              | -                              | -                              | -      | -      | 0     | 0     |
| Total sur la carrière | Total sur la carrière | Total sur la carrière | 26          | 19          | 3                     | 2                     | -                              | 10                             | 4                              | 10     | 3      | 49    | 28    |

## Palmarès
Pour sa première saison dans l'élite français, Mamadou Touré remporte la Division 1 futsal 2020-2021 avec ACCS.
Début 2022, il remporte le tournoi amical de l'Umag Cup en Croatie avec l'équipe de France.